# Île de Boëdic
Die Île de Boëdic (auch Boëdic) ist eine kleine Insel im Nordosten des Golfs von Morbihan in der Gemeinde Séné in der Bretagne in Frankreich. Sie liegt 500 m nordwestlich der Île de Boëd.
Die rund 14 Hektar große Insel ist etwa 830 m lang und an der breitesten Stelle etwa 170 m breit.
Île de Boëdic ist spärlich bebaut. Auf der Nordwestspitze der Insel steht eine kleine Kapelle.